# Musée national du message biblique Marc-Chagall

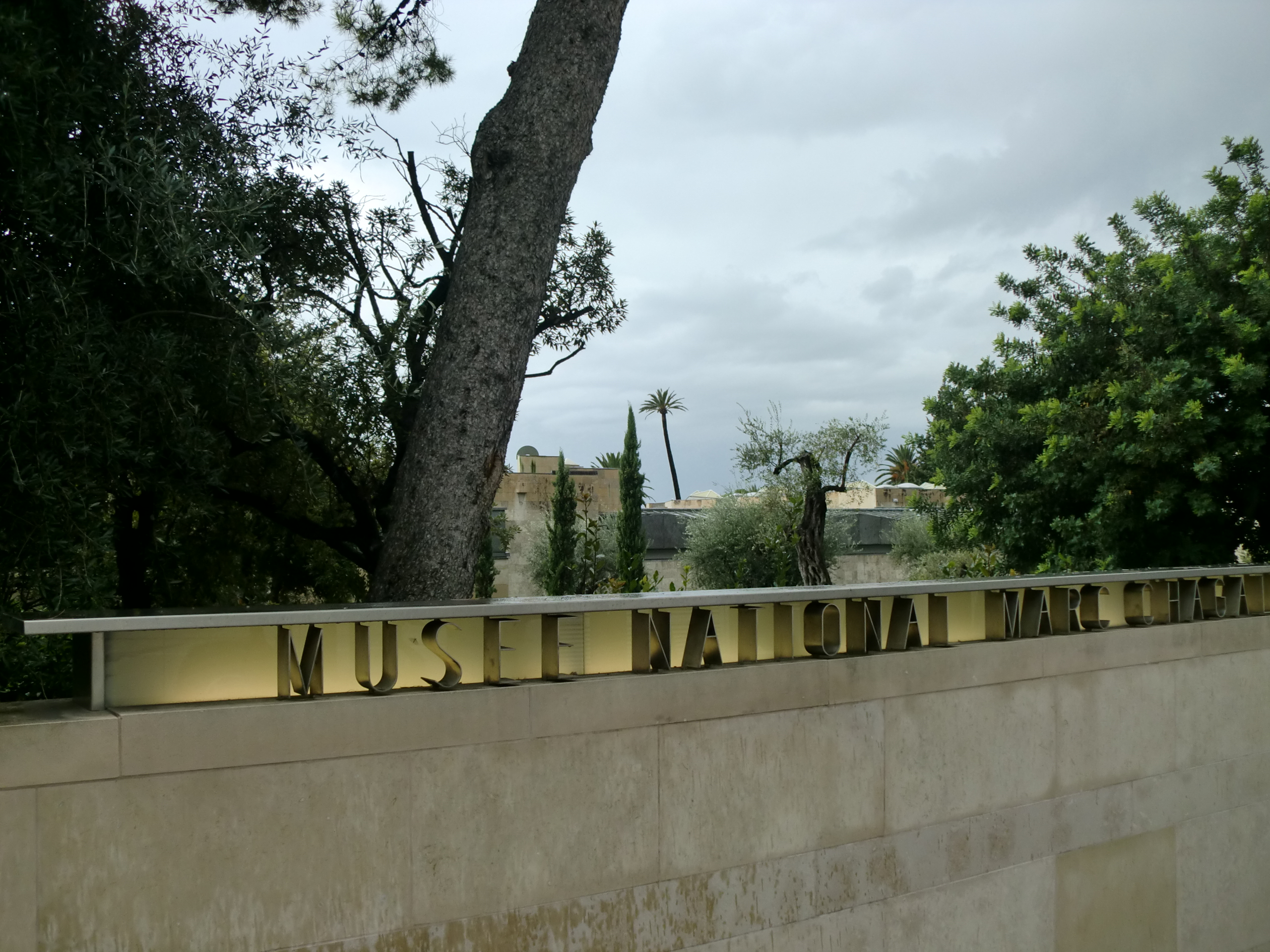
Museumseingang

Das Musée national du message biblique Marc-Chagall ist ein französisches Nationalmuseum, das den biblischen Werken des Malers Marc Chagall gewidmet ist und sich in Nizza im Departement Alpes-Maritimes befindet.
Das Museum wurde zu Lebzeiten des Künstlers mit Unterstützung des Kulturministers André Malraux gegründet und 1973 eröffnet. Es beherbergt die siebzehn Gemälde zur Message biblique (dt.: Biblische Botschaft), die Chagall 1966 dem französischen Staat schenkte. Sie illustrieren die Genesis, den Exodus und das Hoheslied aus dem Alten Testament.

## Entstehung

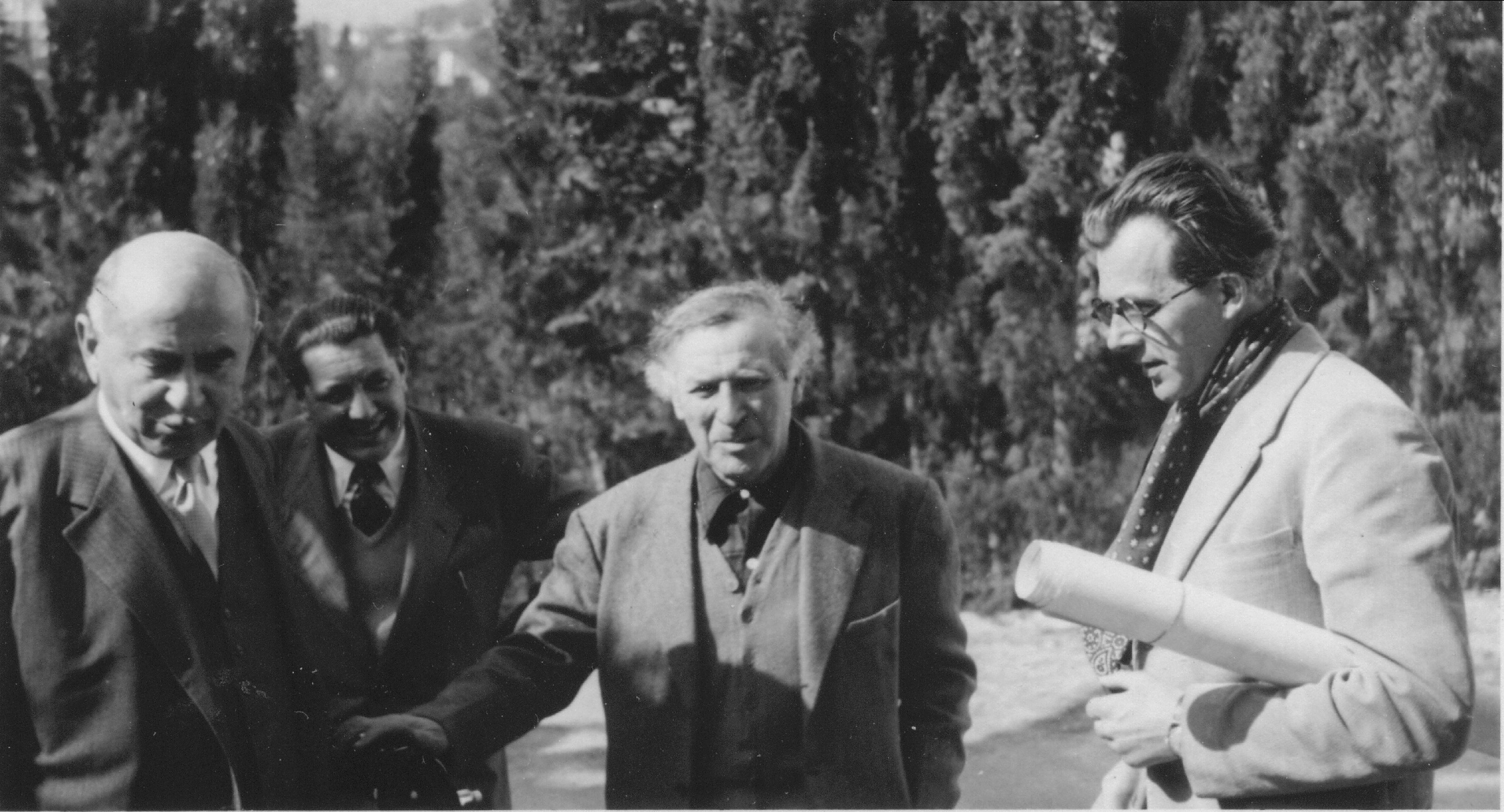
Marc Chagall in Vence, 1952

Marc Chagall begann seine Arbeit an der Message biblique Anfang der 1950er Jahre mit der Idee, eine der verlassenen und für den Gottesdienst geschlossenen Chapelles du Calvaire in Vence wiederzubeleben.
Für die Kapelle stellte er sich eine große Gruppe von Gemälden zu den Themen Genesis und Exodus vor, die jeweils an die Größe der Wände angepasst waren. Für die Sakristei waren fünf kleinere Gemälde zum Hoheslied vorgesehen. Später erkannte er jedoch die humanistische Bedeutung seiner Werke und entschied sich, sie nicht in einem religiösen Gebäude wie einer Kapelle aufzuhängen. Er schenkte sie 1966 dem französischen Staat.

Marc Chagall. Werk aus dem Zyklus Message biblique: Die Opferung Isaaks, 1960–1966, Öl auf Leinwand, 230,5 × 235 cm.

Marc Chagall. Werk aus dem Zyklus Message biblique: Noah und der Regenbogen, 1961–1966, Öl auf Leinwand, 205 × 292,5 cm.

1969 beschloss der Kulturminister André Malraux, ein Museum zu errichten, um die siebzehn Gemälde zur Message Biblique der Öffentlichkeit zu zeigen. Chagall wünschte sich, dass ein Auditorium ins Museum integriert werden sollte. Er selbst gab auch detaillierte Anweisungen für die Gestaltung des Gartens durch Henri Fish und bestimmte den Platz jedes seiner Werke im Museum. Die chronologische Reihenfolge der Werke wurde aber nicht eingehalten. Chagall schuf das Mosaik über dem Teich und die blauen Glasfenster, die den Konzertsaal schmücken; außerdem wollte er, dass jedes Jahr eine Ausstellung zu einem Thema aus der geistigen und religiösen Geschichte der Welt stattfindet.
Der Zyklus der Biblischen Botschaft besteht aus zwei Teilen: zwölf Gemälde, die Genesis und Exodus, die ersten beiden Bücher der Bibel, illustrieren und im großen Saal des Museums präsentiert werden, sowie fünf Gemälde, die an das Hohelied der Liebe erinnern, in einem sechseckigen Nebenraum.
In den Jahren 2006–2007 wurden umfangreiche Renovierungsarbeiten durchgeführt, um das Museum technisch auf den neuesten Stand zu bringen. Im Garten wurde ein Empfangsgebäude (die Rotunde) errichtet, um den stark gestiegenen Besucherzahlen (von 30.000 im Eröffnungsjahr auf fast 200.000 heute) gerecht zu werden.

## Museumsbestand

Marc Chagall. Werk aus dem Zyklus Message biblique: Die Jacobsleiter

Im Laufe der Jahre hat sich die Sammlung des Museums beträchtlich vergrößert. Es begann mit einer Schenkung von Marc Chagall und seiner Frau im Jahr 1972, die alle Vorarbeiten zur Message Biblique sowie zahlreiche andere Werke dem Bestand stifteten (Gouachen zum Bibel-Thema, eine umfangreiche Sammlung von Lithografien, darunter der Zeitschrift Verve, 5 Skulpturen, 1 Keramik). Die gesamte Schenkung von 1972 umfasste mehr als 250 Werke.
Nach Chagalls Tod profitierte das Museum von dem Dation en paiement genannten Verfahren, das die Zahlung von Erbschaftssteuern in Form von Kunstwerken ermöglichte. 147 Werke davon wurden 1988 ausgestellt.
In den Jahren 1986 und 1988 schenkte Charles Sorlier, Chagalls Lithograph bei Fernand Mourlot, dem Museum eine umfangreiche Sammlung von Lithographien mit religiösen und profanen Themen. Verschiedene weitere Erwerbungen, Ankäufe, Deposita (des Musée national d'art moderne, des Centre Georges Pompidou) und Nachlässe ermöglichen heute die Präsentation des Gesamtwerks des Künstlers im Musée national du message biblique Marc-Chagall in Nizza.